# Іспуханське сільське поселення
Іспуха́нське сільське поселення (рос. Испуханское сельское поселение) — муніципальне утворення у складі Красночетайського району Чувашії, Росія. Адміністративний центр — присілок Іспухани.

## Населення
Населення — 971 особа (2019, 1248 у 2010, 1613 у 2002).

## Склад
До складу поселення входять такі населені пункти:
| Населений пункт      | Населення, осіб (2002) | Населення, осіб (2010) |
| -------------------- | ---------------------- | ---------------------- |
| Жукино, присілок     | 118                    | 100                    |
| Іспухани, присілок   | 248                    | 195                    |
| Карк-Сірми, присілок | 197                    | 135                    |
| Кумаркіно, присілок  | 326                    | 249                    |
| Мочей, присілок      | 285                    | 215                    |
| Торхани, присілок    | 201                    | 170                    |
| Урумово, присілок    | 238                    | 184                    |